# نظام الرفض النشط
نظام الصد الفعال (بالإنجليزية: Active Denial System)‏ هو سلاح طاقة موجهة غير فتاك  طوره الجيش الأمريكي، مصمم لحجب منطقة وتأمين محيطها والسيطرة على الحشود.

## نبذة
بشكل غير رسمي يُطلق على السلاح أيضًا شعاع الحرارة لأنه يعمل عن طريق تسخين سطح الأهداف، مثل جلد الكائنات البشرية المستهدفة. تقوم شركة ريثيون الأمريكية حاليًا بتسويق نسخة مختصرة من هذه التكنولوجيا.

## الاستخدام
نُشِّر نظام الرفض النشط في عام 2010 مع جيش الولايات المتحدة في حرب أفغانستان، ولكنه سُحِبَ دون رؤية القتال.
في 20 أغسطس 2010، أعلنت إدارة مقاطعة لوس أنجلوس عزمها على استخدام هذه التكنولوجيا على السجناء في مركز احتجاز في لوس أنجلوس، مشيرة إلى عزمها على استخدامها في «التقييم التشغيلي» في مواقف مثل فض معارك السجناء.
اعتبارًا من عام 2014، كان نظام الرفض النشط مجرد سلاح مركب على مركبة، على الرغم من أن قوات المارينز الأمريكية والشرطة تعملان على نسخ محمولة. طُوِّر نظام الرفض النشط تحت رعاية برنامج الأسلحة غير الفتاك بوزارة الدفاع مع مختبر أبحاث سلاح الجو باعتباره الوكالة الرائدة.

## الدول الأخرى
هناك تقارير تفيد بأن روسيا والصين تقومان بتطوير إصداراتهما الخاصة من نظام الرفض النشط.